# Jens Quistgaard
Jens Harald Quistgaard (Kopenhagen, 23 april 1919 - Vordingborg, 4 januari 2008) was een Deens ontwerper. Hij werd hoofdzakelijk bekend met zijn ontwerpen voor Dansk waar hij vanaf midden jaren '50 tot in de jaren '80 van de twintigste eeuw hoofdontwerper was. Tijdens zijn carrière ontwierp Quistgaard meer dan 4000 voorwerpen.

## Levensloop
Quistgaard werd geboren in Kopenhagen op 23 april 1919. Hij groeide op in een kunstzinnig gezin, zijn vader was beeldhouwer Harald Quistgaard (1887-1979) en zijn moeder was kunstschilder. Op veertienjarige leeftijd begon Quistgaard met het maken van juwelen en messen. Na het afronden van een opleiding aan de technische school ging Quistgaard in de leer bij Georg Jensen en Just Anderson. Tijdens de Tweede Wereldoorlog was Quistgaard actief bij het Deense verzet. Na de Tweede Wereldoorlog werden ontwerpen van Quistgaard tentoongesteld in diverse tentoonstellingen in Europa en de Verenigde Staten.
De bestekset Fjord uit 1953, waarbij Quistgaard teakhout met roestvast staal combineerde, werd tentoongesteld in het Designmuseum Danmark en opgemerkt door de Amerikaanse ondernemer Ted Nierenberg. Nierenberg benaderde Quistgaard met de vraag de bestekset op grote schaal de produceren. Dit leidde tot de oprichting van Dansk International Designs in 1954 waarbij Quistgaard werd aangesteld als hoofdontwerper. De Fjord bestekset was vanaf 1956 te verkrijgen in Amerikaanse winkels.
Voor Dansk ontwierp Quistgaard naast bestek ook een groot aantal pepermolens, saladeschalen en snijplanken. Hij maakte in zijn ontwerpen veelvuldig gebruik van hout, met name teakhout. Daarnaast gebruikte hij ook meer exotische houtsoorten zoals wengé, cocobolo en palissanderhout.
In 1954 werd Quistgaard onderscheiden met diverse prijzen, waaronder een gouden en zilveren medaille bij de triënnale in Milaan en ontving hij de Lunningprijs. Vier jaar later ontving hij de Neimann Marcus Prize. Quistgaard bleef tot in de jaren '80 werkzaam voor Dansk. Hij overleed in Vordingborg op 4 januari 2008.
In 2010 werd er een film gemaakt over het leven en werk van Quistgaard genaamd En gryde til min kone - Designeren Jens Quistgaard ("Een pot voor mijn vrouw - Ontwerper Jens Quistgaard").

## Exposities (selectie)
- Lente expositie in kunsthal Charlottenborg, Kopenhagen (1947, 1951, 1952)
- Habitations Nouvelles, Parijs (1955)
- Jaarlijkse expositie van Deense ontwerpers (1940 - jaren '60)
- Triënnale van Milaan (1954)
- Designmuseum Danmark
- Museum of Modern Art, New York

Zijn ontwerpen zijn onder meer te zien in het Metropolitan Museum, het Museum of Modern Art en het Louvre.

## Galerij

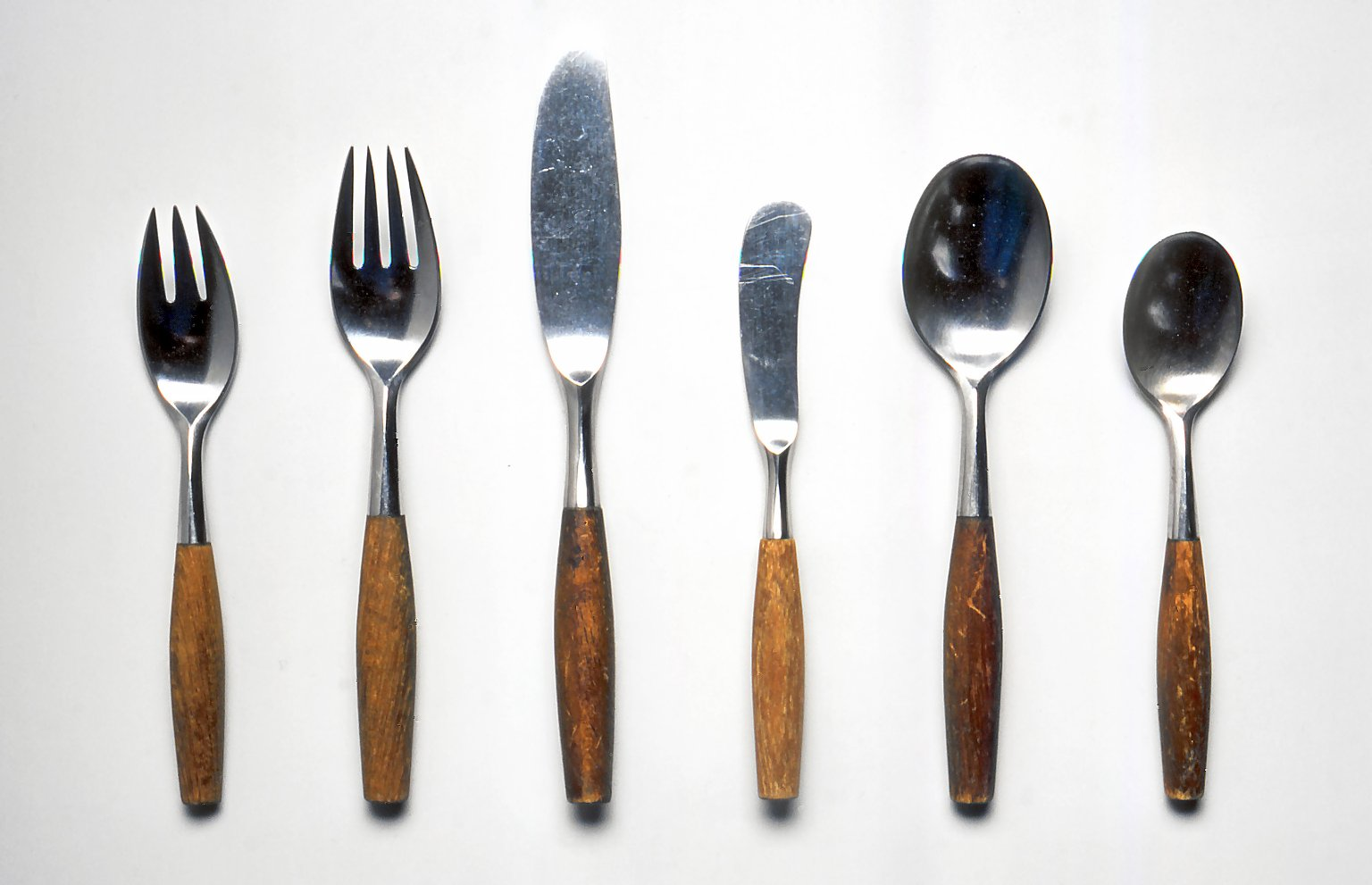
Fjord bestekset
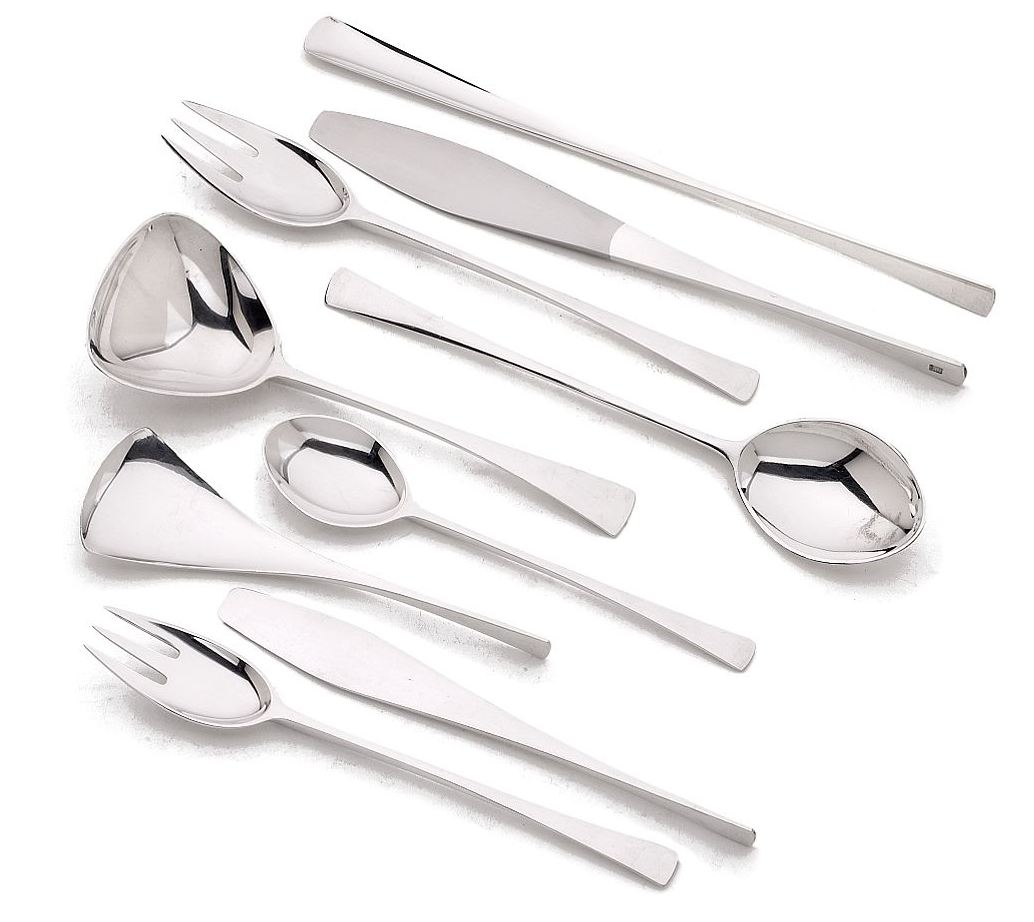
Tjorn bestekset
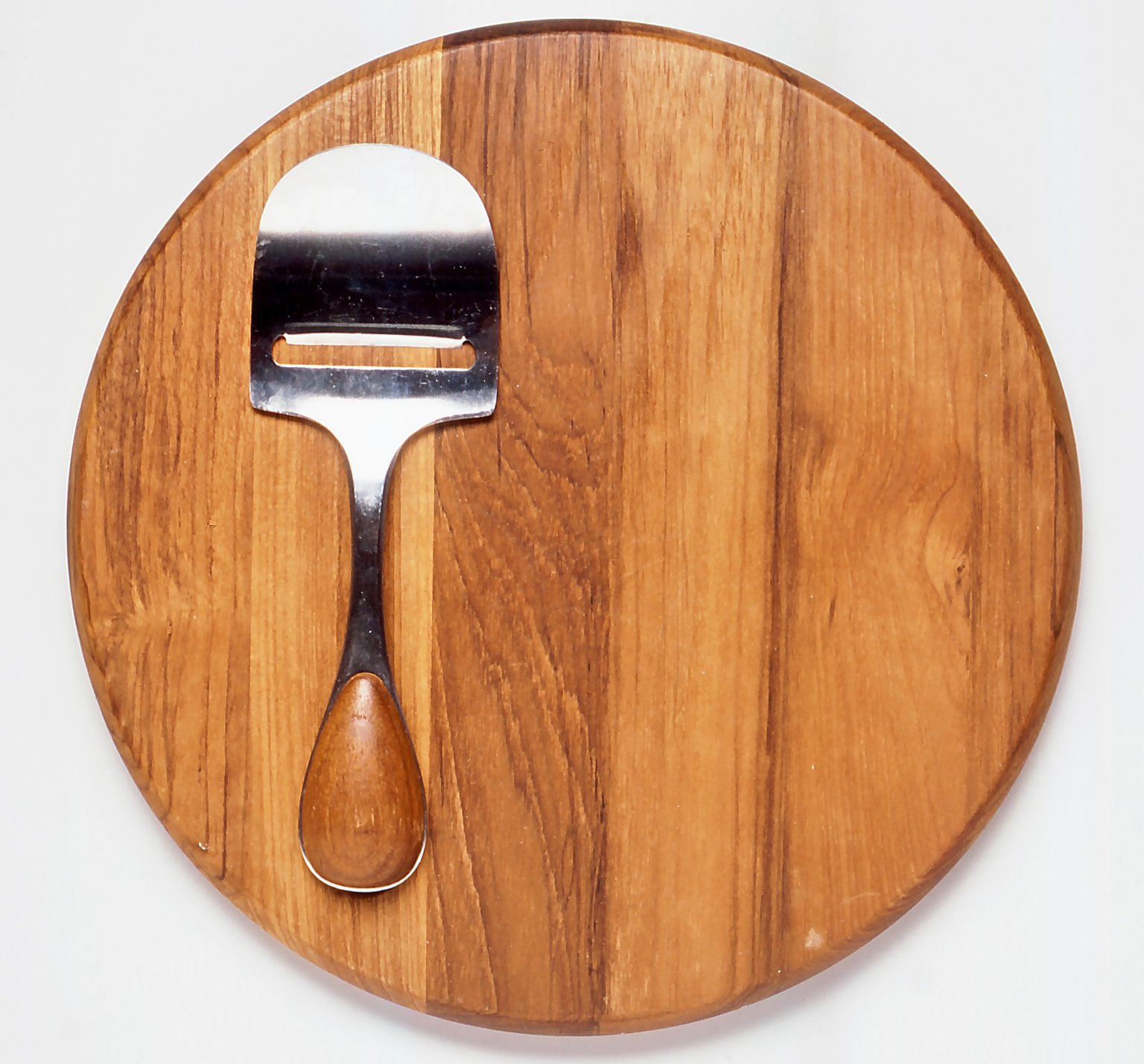
Kaasmes met plank
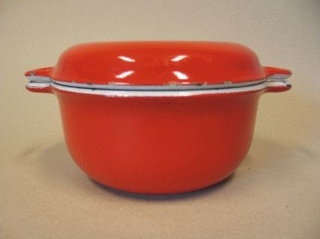
Pot met deksel van email